# Hampus Hallberg
Carl Hampus Hallberg, född 18 augusti 1988 i Visby domkyrkoförsamling, Gotlands län, är en svensk skådespelare utbildad vid Teaterhögskolan i Malmö 2010-2013. 
Han blev 2020 nominerad till Startsladden för kortfilmen Magnus är sexist.
2022 spelade han sin monolog Prologen på Dramatens stora scen.

## Filmografi
- 2015 – Kommissarien och havet
- 2016 – Flykten till framtiden
- 2019 – Playa del Sol (TV-serie)
- 2019 – Midsommar
- 2020 – Morden i Sandhamn (TV-serie)
- 2023 – Trolltider – legenden om bergatrollet (TV-serie)
- 2024 – Sommartider

## Teater

### Roller (ej komplett)
| År   | Roll            | Produktion                                                             | Regi                  | Teater                   |
| ---- | --------------- | ---------------------------------------------------------------------- | --------------------- | ------------------------ |
| 2012 | Fadren          | Fadren vs. fordringsägare                                              | Nils Poletti          | Dramaten                 |
| 2014 | PO              | Kikkiland Dennis Magnusson                                             | Dennis Sandin         | Göteborgs stadsteater    |
| 2015 |                 | Måsen (Чайка, Tjajka) Anton Tjechov                                    | Patrik Pettersson     | Dalateatern              |
| 2016 | Fotnot          | Skymningsrök                                                           | Viktor Tjerneld       | Göteborgs stadsteater    |
| 2016 | Kaptenen Fabian | Trettondagsafton (Twelfth Night, or What You Will) William Shakespeare | Frede Gulbrandsen(da) | Malmö Stadsteater        |
| 2017 | Aigisthos       | Flugorna                                                               | Angelina Stojcevska   | Göteborgs stadsteater    |
| 2019 | Micke           | Låt den rätte komma in John Ajvide Lindqvist                           | Johan Paus            | Kulturhuset Stadsteatern |
| 2021 |                 | Den yttersta minuten Mattias Andersson                                 | Mattias Andersson     | Dramaten                 |
| 2021 | Semiljon        | Måsen (Чайка, Tjajka) Anton Tjechov                                    | Lyndsey Turner        | Dramaten                 |
| 2022 | Hampus          | Alltid vara vi Alexander Mørk-Eidem och Lisa Östberg                   | Alexander Mørk-Eidem  | Kulturhuset Stadsteatern |
| 2024 | Leffe           | Härlig är jorden Viktor Tjerneld                                       | Viktor Tjerneld       | Kulturhuset Stadsteatern |